# Michail Cvět
Michail Semjonovič Cvět (Михаил Семёнович Цвет, často psán jako Tswett, což je jeho botanická zkratka, ale i Tsvett, Tswet, Tsvet, Zwet nebo Cvet; 19. května 1872 Asti - 26. června 1919 Voroněž) byl italsko-ruský botanik a vynálezce chromatografie.

## Život
Cvět se narodil jako syn Rusa Semjona Cvěta a Italky Marie Dorrozaové v severní Itálii. Jeho matka zemřela brzy po jeho narození a Cvět vyrostl v Ženevě. V letech 1891 až 1896 byl studentem na univerzitě v Ženevě, kde nejprve studoval matematiku a fyziku a promoval. V roce 1893 se rozhodl studovat botaniku. Studium ukončil v roce 1896 disertační prací o fyziologii buněk. Poté odešel do Petrohradu. V Rusku však jeho švýcarský titul neuznali, takže Cvět musel získat ještě jeden doktorát. V Petrohradě se poté stal lektorem anatomie a fyziologie rostlin. V roce 1902 odešel do Varšavy, kde původně pracoval jako asistent na univerzitě. V roce 1903 se stal soukromým docentem a v roce 1907 profesorem na Botanickém ústavu varšavské Polytechniky. Po vypuknutí první světové války byla Polytechnika evakuována do Moskvy a v roce 1916 do Gorkého. V roce 1917 se Cvět stal profesorem botaniky na univerzitě v Tartu, kde také byl ředitelem botanické zahrady. Když 23. února 1918 německá a rakouská vojska obsadila Tartu, univerzita byla přesunuta do Voroněže. Tam Cvět zemřel o rok později na chronické srdeční onemocnění.

## Dílo
V roce 1903 Cvět vydal své první dílo o chromatografii. Naplnil například skleněnou trubičku inulinem (polysacharid) a lil na ni chlorofylový extrakt rozpuštěný v ligroinu (lehkém benzinu). Nechal směs ve skleněné trubici stékat a shora lil další čistý ligroin. Směs se rozdělila na modrozelený chlorofyl a a žlutozelený chlorofyl b; komponenty Cvět charakterizoval pomocí fotometrické metody Sorbyho. Cvět testoval více než 120 různých práškových adsorbentů (stacionární fáze). Kromě chlorofylu také jako první chromatograficky separoval karoten a xantofyl.
Cvět nazval proces, který objevil, chromatografie (řecký termín znamenající „barevné psaní“). Shodou okolností příjmení Cvět (Цвет) znamená v ruštině „barva“.